# Hauptwachtmeister der VP
Hauptwachtmeister der VP  war der zweite Unterführerdienstgrad der Volkspolizei-Bereitschaften sowie der fünfte Wachtmeisterdienstgrad der übrigen uniformierten Volkspolizei der DDR bis 1990.
| Dienstgrad                         |                          |                       |
| niedriger: Oberwachtmeister der VP | Hauptwachtmeister der VP | höher: Meister der VP |